# Grabhügel 28 (Dölauer Heide)

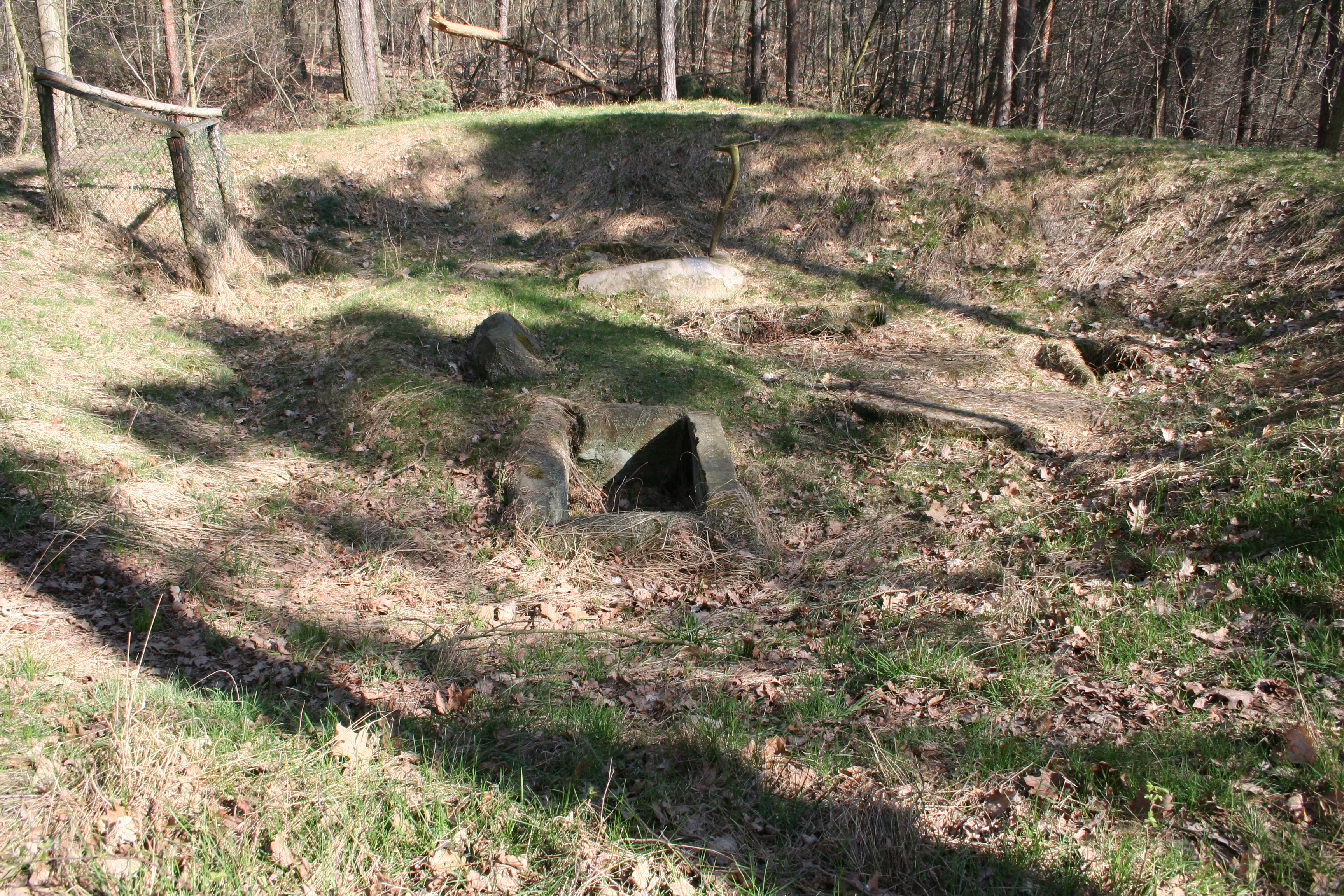
Grabhügel 28

Der Grabhügel 28 der Dölauer Heide bei Halle in Sachsen-Anhalt liegt in einem jungsteinzeitlich-bronzezeitlichen Siedlungsgebiet verschiedener Kulturen, von denen zahlreiche Grabhügel zeugen. In Hügel 28 finden sich als Einbauten u. a. Steinkisten und Steinpackungsgräber. Nach den Ausgrabungen wurden sechs der Hügel offen gelassen, so dass die Einbauten sichtbar sind.
Im Grabhügel 28 liegen zwei große und zwei kleine Steinkisten, zwei Steinpackungsgräber sowie ein nicht näher bestimmbares Grab. Die Decksteine der Anlagen 2, 3 und 4 sind zwischen Nr. 1 und 3 abgelegt worden. Der durch Nachbestattungen sukzessive vergrößerte, 1934 ausgegrabene Hügel hat 20 m Durchmesser und war 1,9 m hoch.
- Anlage 1 am Südrand des Hügels ist eine kleine, Ost-West orientierte Steinkiste mit einer Kinderbestattung. Als Grabbeigabe fand sich ein unverzierter Becher.
- Anlage 2 im östlichen Teil des Hügels ist Ost-West orientiert große Steinkiste. Sie enthielt die Knochenreste zweier Individuen und einen durchbohrten Eberzahn. Laut Informationstafel wies sie eine über 2 Meter große Deckplatte auf. Heute liegt diese Platte nicht mehr auf,
- Anlage 3 ist ein Ost-West orientiertes langovales Steinpackungsgrab von etwa 3 m Länge, das auf der Südseite einen etwa 1,5 m großen Wandstein und einen etwa 2,0 m messenden Deckstein aufweist. In dem Grab fand sich eine beigabenlose Hockerbestattung.
- Anlage 4 ist eine Nord-Süd orientierte große Steinkiste in der sich eine Hockerbestattung und eine Feuersteinspitze fanden.
- Anlage 5 ist eine kleine Ost-West orientierte Steinkiste, die von einer Kinderbestattung stammen dürfte. Die Beigaben bestanden aus einer verzierten Amphore, einem verzierten Becher, einem Feuersteinabschlag und einer Halskette aus etwa 50 Körnern des Steinsamens (Lithospermum).
- Anlage 6 war ein in Nord-Süd orientiertes Steinpackungsgrab im östlichen Teil des Hügels. In ihm fand sich ein Skelett in Hockerstellung ohne Beigaben. Nach dem Grabaufbau ist es in die Frühbronzezeit zu datieren. Von dem Grab ist nichts mehr zu sehen.
- Anlage 7 stellt eine schnurkeramische Gefäßgruppe aus 4 Objekten dar, bei denen sich der Zahn eines Erwachsenen fand. Die Position ist durch einen Zaun im Grabhügel markiert.

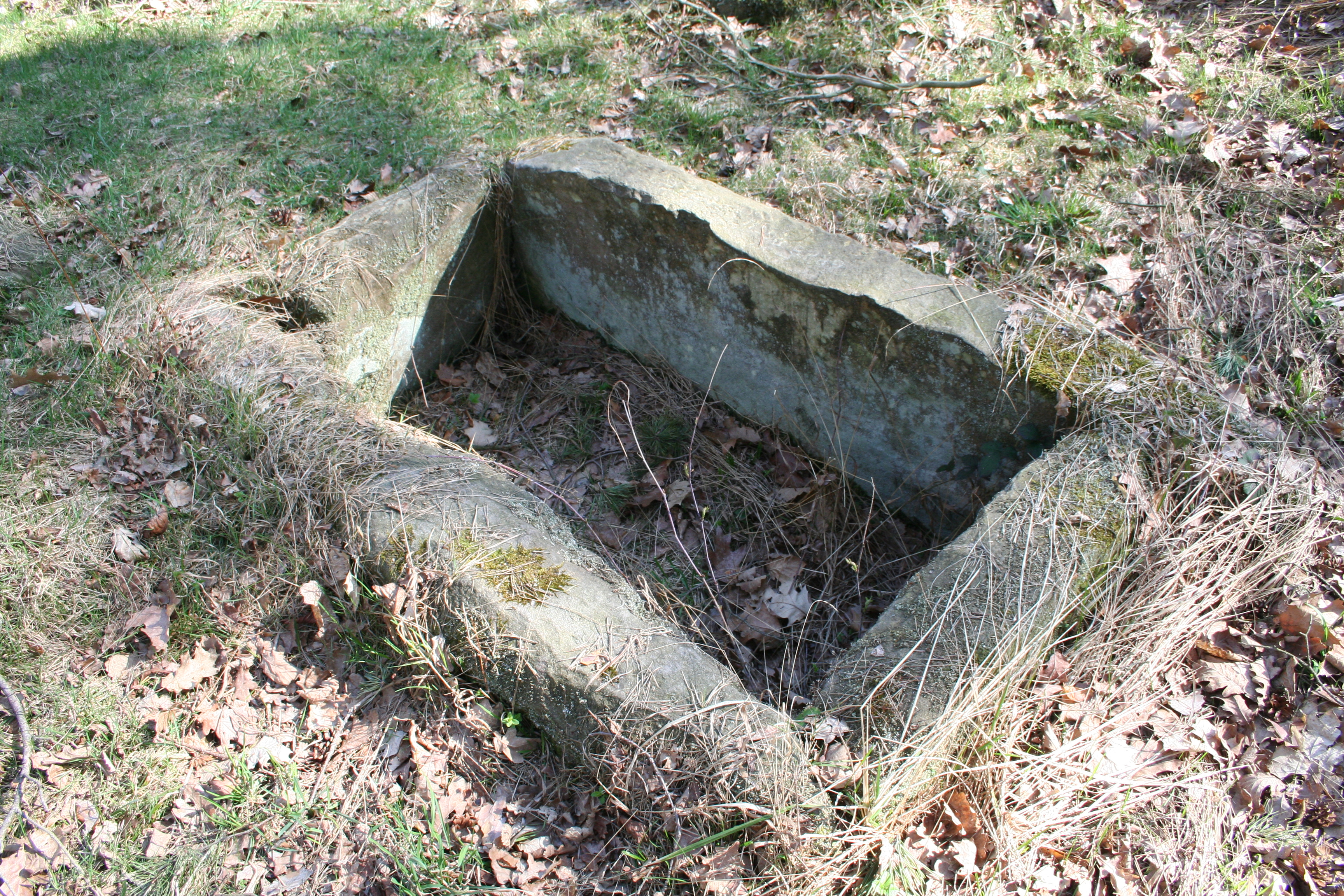
Grabhügel 28
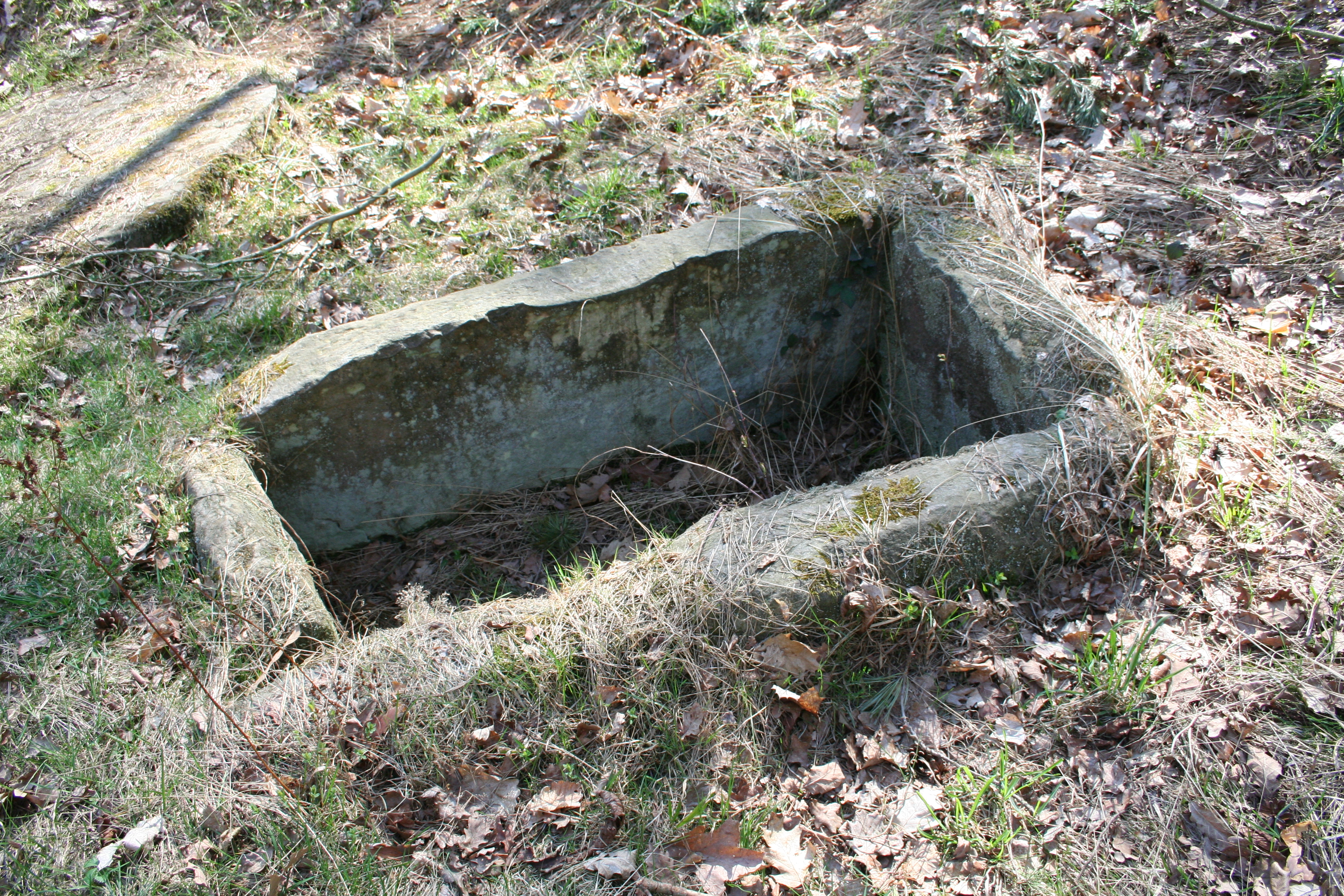
Grabhügel 28
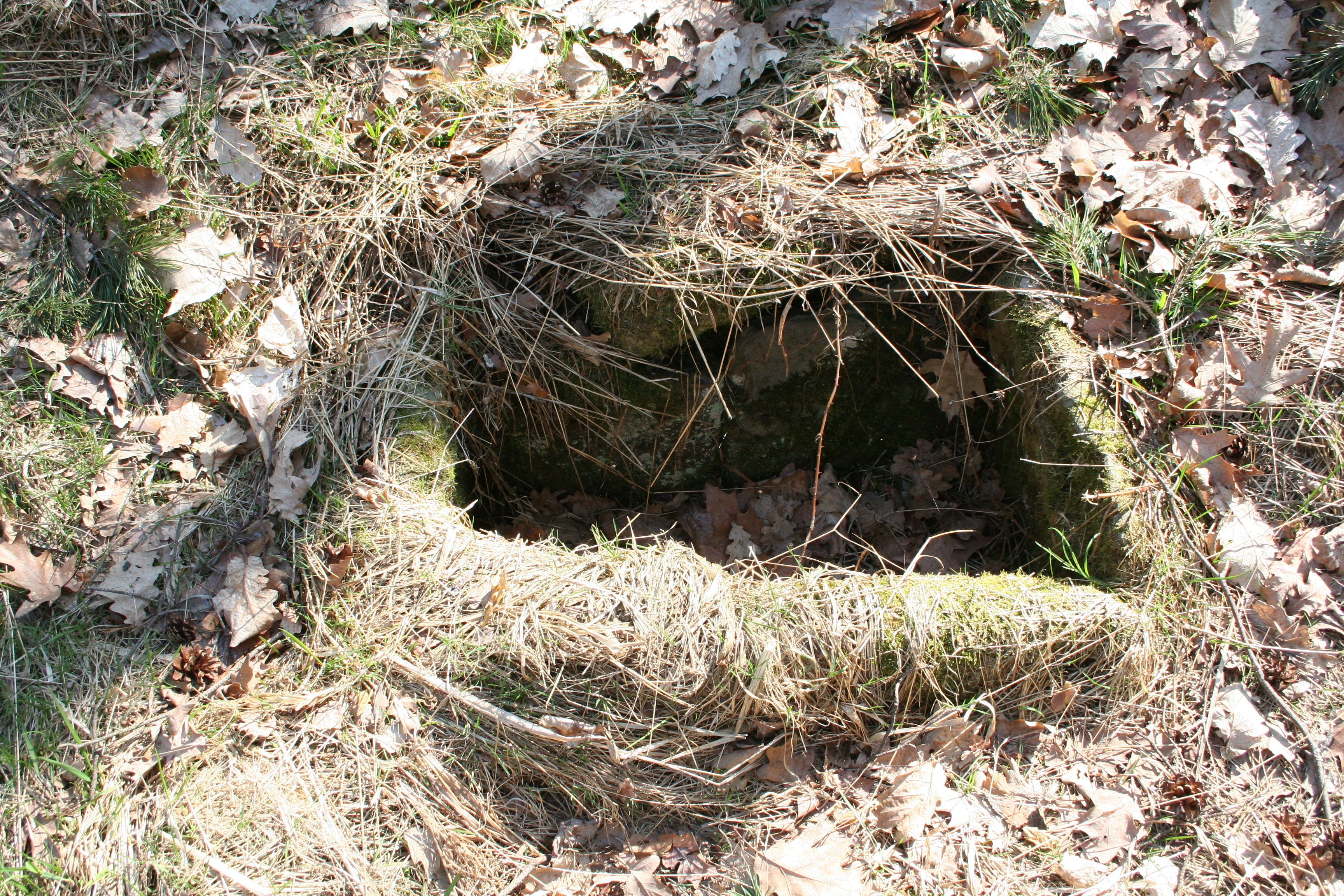
Grabhügel 28